# Alberto Bachelet
Alberto Arturo Miguel Bachelet Martínez (Santiago del Cile, 27 aprile 1923 – Santiago del Cile, 12 marzo 1974) è stato un generale e politico cileno.

## Biografia
Bachelet nacque a Santiago figlio di Alberto Bachelet Brandt e di Mercedes Martínez Binimelis. Si sposò con l'antropologa Ángela Jeria Gómez, con la quale ebbe due figli: Alberto e Michelle. Michelle successivamente diverrà la prima donna presidente del Cile. Militare di carriera, nel 1940 entro alla scuola aeronautica e fu capitano dell'aviazione cilena nel 1958. Arrivò nel 1970 al grado di Brigadier generale. Massone, fu membro della Grande Loggia del Cile per 28 anni
Nel 1972 divenne viceministro nel governo dell'Unidad Popular di Salvador Allende come capo della Direzione nazionale Forniture e commercializzazione (DINAC). Diresse l'ufficio per la distribuzione delle derrate alimentari e, a seguito del golpe cileno del 1973, contestò apertamente il sollevamento di Augusto Pinochet, venendo arrestato al ministero della Difesa e imprigionato presso l'accademia aeronautica, sotto accusa di tradimento. A seguito delle torture subite, Alberto Bachelet morì nel 1974 per arresto cardiaco nella prigione di Santiago.